# Carel Godin de Beaufort
JonkheerKarel Pieter Antoni Jan Hubertus (Carel) Godin de Beaufort, född 10 april 1934 i Maarsbergen, död 2 augusti 1964 i Köln i Tyskland, var en nederländsk adelsman och racerförare.

## Racingkarriär

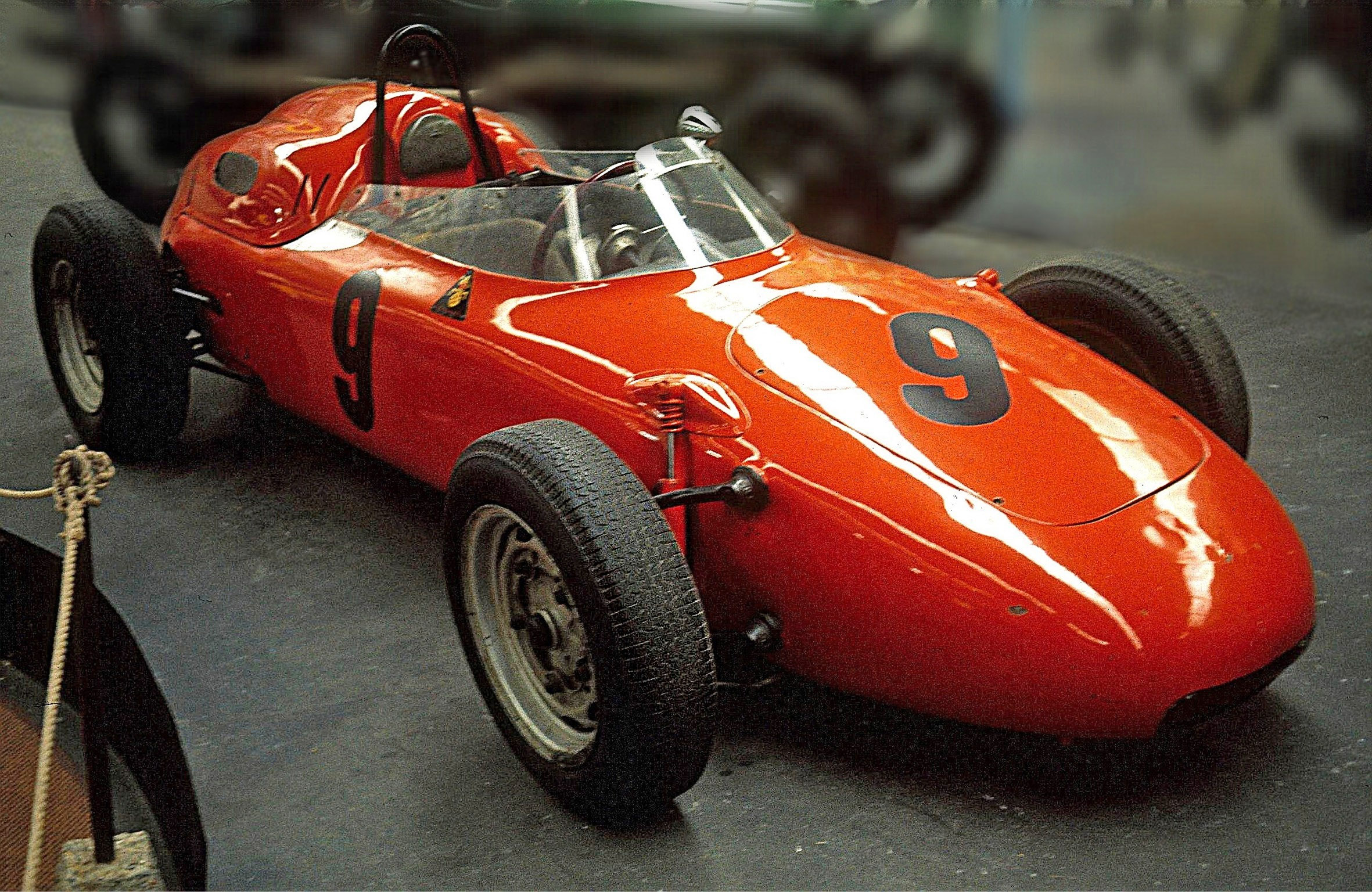
Carel Godin de Beauforts Porsche 718 i nationalfärgen orange.

Carel de Beaufort började som tonåring låna och köra familjens gästers bilar när de besökte Maarsbergens slott. 
Han började tävla i lokala rallyn i en egen MG och därefter i racing på Zandvoortbanan i en Porsche 1955. Året därpå köpte han en Porsche 550 Spyder av konkurrenten Mathieu Hezeman, som han sedan tävlade ihop med i sportvagnsracing i bland annat Mille Miglia och Le Mans 24-timmars. 
Säsongen 1957 körde han en Porsche 550RS F2-bil för sitt privata stall i Tysklands Grand Prix, där han slutade på fjortonde plats men trea i sin klass. Säsongen därpå körde han i en Porsche 718 RSK F2-bil i Nederländerna 1958 och Tyskland 1958.
de Beaufort tävlade även i sportvagnar och hade också stor tur, särskilt när han åkte av i nordkurvan på AVUS 1959, där Jean Behra omkom, och landade på en parkeringsplats nedanför. Han kom visserligen tillbaka ut på banan, men blev då svartflaggad. 
De första egentliga F1-bilarna han körde var en Maserati 250F i  Frankrike 1959 och en Cooper T51 i Nederländerna 1960. Inför säsongen 1961 ändrades F1-reglerna så att F2-bilar tilläts delta, vilket gjorde att de Beaufort nu åter kunde tävla med sin Porsche 718. Hans bästa resultat var dock andraplatserna i Syrakusas Grand Prix och Roms Grand Prix utanför mästerskapet 1963.
Säsongen 1964 var de Beauforts Porsche 718 så föråldrad att han missade de flesta av tävlingarna men han ville gärna köra loppet i Tyskland på Nürburgring. Han kraschade dock under kvalificeringen vid Bergwerk och fick så allvarliga skallskador att han avled 24 timmar senare på ett sjukhus i Köln.
de Beaufort kom som bäst sexa fyra gånger och blev den förste nederländaren att ta poäng i formel 1-VM.

## F1-karriär

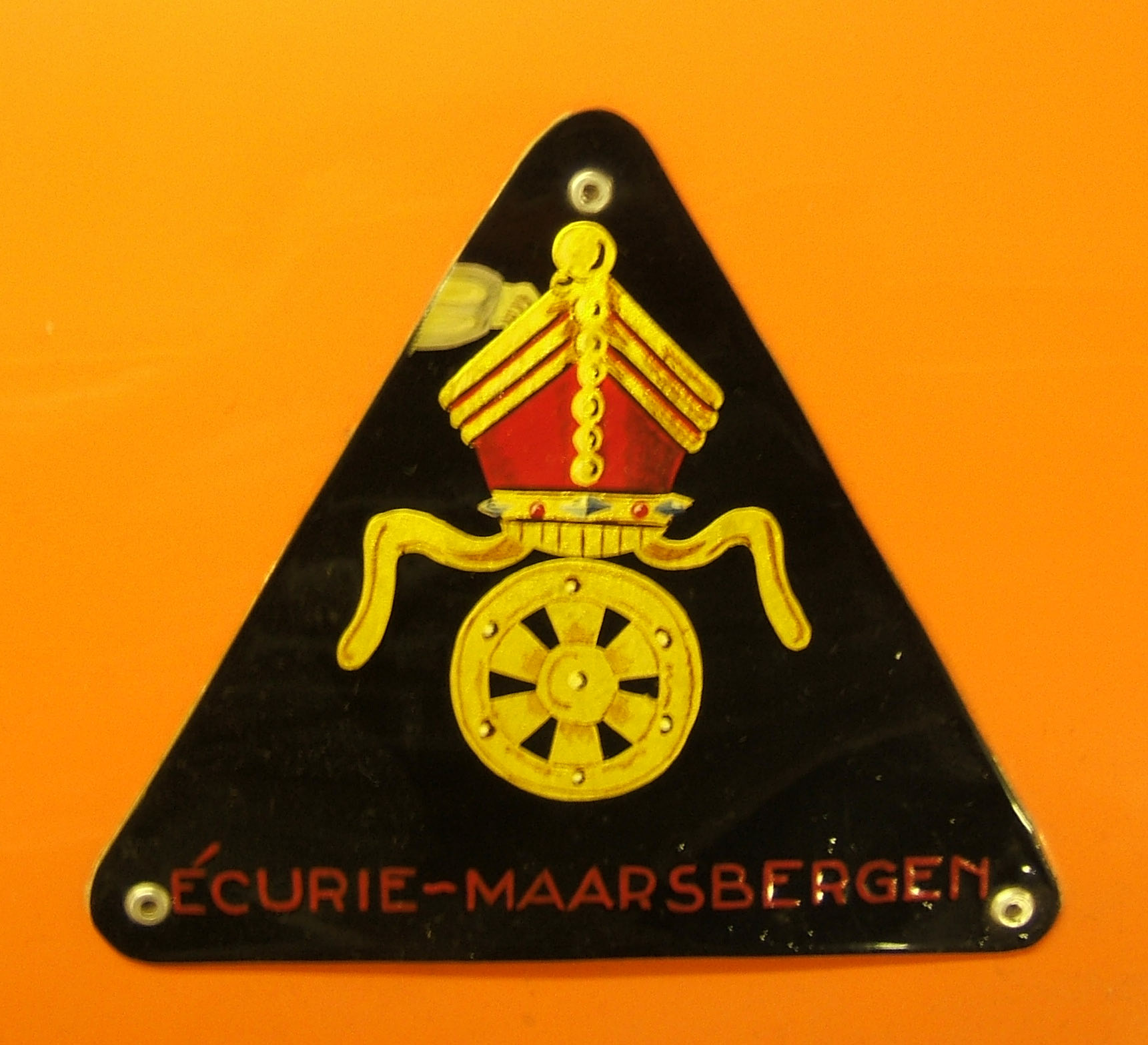
Ecurie Maarsbergens logotyp.

| Säsong | Stall/Tillverkare                                        | Poäng | Placering |
| ------ | -------------------------------------------------------- | ----- | --------- |
| 1957   | Ecurie Maarsbergen (Porsche)                             | 0     | –         |
| 1958   | Ecurie Maarsbergen (Porsche)                             | 0     | –         |
| 1959   | Ecurie Maarsbergen (Porsche) Scuderia Ugolini (Maserati) | 0     | –         |
| 1960   | Ecurie Maarsbergen (Cooper-Climax)                       | 0     | –         |
| 1961   | Ecurie Maarsbergen (Porsche)                             | 0     | –         |
| 1962   | Ecurie Maarsbergen (Porsche)                             | 2     | 17        |
| 1963   | Ecurie Maarsbergen (Porsche)                             | 2     | 14        |
| 1964   | Ecurie Maarsbergen (Porsche)                             | 0     | –         |